# HD 333
HD 333 — звезда, которая находится в созвездии Андромеда на расстоянии около 616 световых лет от нас.

## Характеристики
HD 333 — звезда F-класса 7,538m величины, не видимая невооружённым глазом. Впервые в астрономической литературе она упоминается в каталоге Генри Дрейпера, изданном в начале XX века. По массе она превосходит наше Солнце более, чем вдвое. По астрономическим меркам это молодая звезда: её возраст оценивается приблизительно в 800 миллионов лет. Планет в данной системе пока обнаружено не было.